# 小行星8869
小行星8869（英語：8869 Olausgutho）是一颗围绕太阳公转的小行星。1992年3月6日，烏普薩拉－ESO小行星及彗星巡天在拉西拉天文台发现了此天体。
这颗小行星的绝对星等为139.93796等。